# Tour der walisischen Rugby-Union-Nationalmannschaft nach Australien 1978
| Tour der Waliser nach Australien 1978 | Tour der Waliser nach Australien 1978 | Tour der Waliser nach Australien 1978 | Tour der Waliser nach Australien 1978 | Tour der Waliser nach Australien 1978 |
| Übersicht                             | S                                     | G                                     | U                                     | N                                     |
| ------------------------------------- | ------------------------------------- | ------------------------------------- | ------------------------------------- | ------------------------------------- |
| Test Matches                          | 2                                     | 0                                     | 0                                     | 2                                     |
| Sonstige Spiele                       | 7                                     | 5                                     | 0                                     | 2                                     |
| Gesamt                                | 9                                     | 5                                     | 0                                     | 4                                     |
|                                       |                                       |                                       |                                       |                                       |
| Australien                            | 2                                     | 0                                     | 0                                     | 2                                     |

Die Tour der walisischen Rugby-Union-Nationalmannschaft nach Australien 1978 umfasste eine Reihe von Freundschaftsspielen der walisischen Rugby-Union-Nationalmannschaft. Sie reiste von Mitte Mai bis Mitte Juni 1978 durch Australien, wobei sie während dieser Zeit neun Spiele bestritt. Darunter waren zwei Test Matches gegen die australische Nationalmannschaft, die beide verloren gingen. Hinzu kamen sieben Spiele gegen regionale Auswahlteams, die mit fünf Siegen und zwei Unentschieden endeten.

## Spielplan
- Hintergrundfarbe grün = Sieg
- Hintergrundfarbe rot = Niederlage

(Test Matches sind grau unterlegt; Ergebnisse aus der Sicht von Wales)
| # | Datum         | Gegner                       | Ort       | Stadion               | Ergebnis |
| - | ------------- | ---------------------------- | --------- | --------------------- | -------- |
| 1 | 21. Mai 1978  | Western Australia            | Perth     | Perry Lakes Stadium   | 32:2     |
| 2 | 24. Mai 1978  | Victorian Rugby Union        | Melbourne | Olympic Park Stadium  | 52:3     |
| 3 | 27. Mai 1978  | Sydney Rugby Union           | Sydney    | Sydney Sports Ground  | 16:18    |
| 4 | 30. Mai 1978  | New South Wales Country      | Cobar     |                       | 33:0     |
| 5 | 03. Juni 1978 | New South Wales Waratahs     | Sydney    | Sydney Sports Ground  | 18:0     |
| 6 | 06. Juni 1978 | Queensland Reds              | Brisbane  | Ballymore Stadium     | 31:24    |
| 7 | 11. Juni 1978 | Australien                   | Brisbane  | Ballymore Stadium     | 8:18     |
| 8 | 13. Juni 1978 | Australian Capital Territory | Canberra  | Manuka Oval           | 20:21    |
| 9 | 17. Juni 1978 | Australien                   | Sydney    | Sydney Cricket Ground | 17:19    |

## Test Matches
| 11. Juni 1978 | Australien                                                 | 18 : 8        | Wales                     | Ballymore Stadium, Brisbane Zuschauer: 15.000 Schiedsrichter: Robert Burnett (Australien) |
| 11. Juni 1978 | Versuche: Crowe Erhöhungen: McLean Straftritte: McLean (4) | (9:4) Bericht | Versuche: Davies Williams | Ballymore Stadium, Brisbane Zuschauer: 15.000 Schiedsrichter: Robert Burnett (Australien) |

Aufstellungen:
- Australien: Patrick Batch, Greg Cornelsen, Phil Crowe, Garrick Fay, Steve Finnane, Rodney Hauser, David Hillhouse, Peter Horton, Martin Knight, Mark Loane, Paul McLean, Laurie Monaghan, Stan Pilecki, Tony Shaw , Andrew Slack
- Wales: Terry Cobner , Gareth Davies, Gerald Davies, Charlie Faulkner, Steve Fenwick, Ray Gravell, Allan Martin, Graham Price, Derek Quinnell, Jeff Squire, Geoffrey Wheel, Brynmor Williams, J. J. Williams, J. P. R. Williams, Bobby Windsor 
 Auswechselspieler: Stuart Lane

| 17. Juni 1978 | Australien                                                         | 19 : 17       | Wales                                                                   | Sydney Cricket Ground, Sydney Zuschauer: 41.632 Schiedsrichter: Richard Byres (Australien) |
| 17. Juni 1978 | Versuche: Loane Straftritte: McLean (3) Dropgoals: McLean Monaghan | (9:6) Bericht | Versuche: Davies Holmes Straftritte: G. Davies (2) Dropgoals: G. Davies | Sydney Cricket Ground, Sydney Zuschauer: 41.632 Schiedsrichter: Richard Byres (Australien) |

Aufstellungen:
- Australien: Patrick Batch, Greg Cornelsen, Phil Crowe, Garrick Fay, Steve Finnane, Rodney Hauser, David Hillhouse, Peter Horton, Mark Loane, Martin Knight, Paul McLean, Laurie Monaghan, Stan Pilecki, Tony Shaw , Andrew Slack
- Wales: Alun Donovan, Gareth Davies, Gerald Davies , Clive Davis, Charlie Faulkner, Steve Fenwick, Ray Gravell, Terry Holmes, Stuart Lane, Allan Martin, Graham Price, Geoffrey Wheel, J. J. Williams, J. P. R. Williams, Bobby Windsor 
 Auswechselspieler: Gareth Evans, John Richardson